# Провиль
Прови́ль (фр. Proville) — коммуна на севере Франции, регион О-де-Франс, департамент Нор, кантон Камбре. Пригород Камбре, расположен в 3 км к юго-западу от центра города, на правом берегу реки Эско (Шельда), в 55 км от Лилля и в 5 км от автомагистрали А2.
Расположенный среди лесов и лугов Провиль является своеобразными «зелеными легкими» агломерации Камбре; хорошая экология в сочетании с застройкой малоэтажными домами с 70-х годов привлекает сюда преуспевающих горожан.
Население (2017) — 3 163 человека.

## Экономика
Структура занятости населения:
- сельское хозяйство — 1,0 %
- промышленность — 14,1 %
- строительство — 13,6 %
- торговля, транспорт и сфера услуг — 45,0 %
- государственные и муниципальные службы — 26,2 %

Уровень безработицы (2017) — 15,1 % (Франция в целом — 13,4 %, департамент Нор — 17,6 %). 

Среднегодовой доход на 1 человека, евро (2017) — 21 510 (Франция в целом — 21 110, департамент Нор — 19 490).

## Демография
Динамика численности населения, чел.

## Администрация
Пост мэра Провиля с 2020 года возглавляет Ги Кокель (Guy Coquelle). На муниципальных выборах 2020 года возглавляемый им независимый список был единственным.
| Период | Период | Фамилия          | Партия       | Примечания          |
| ------ | ------ | ---------------- | ------------ | ------------------- |
| 1971   | 1995   | Жак Барду        |              |                     |
| 1995   | 2020   | Даниэль Дельвард | Разные левые | земельный инспектор |
| 1992   |        | Ги Кокель        |              |                     |

## Галерея

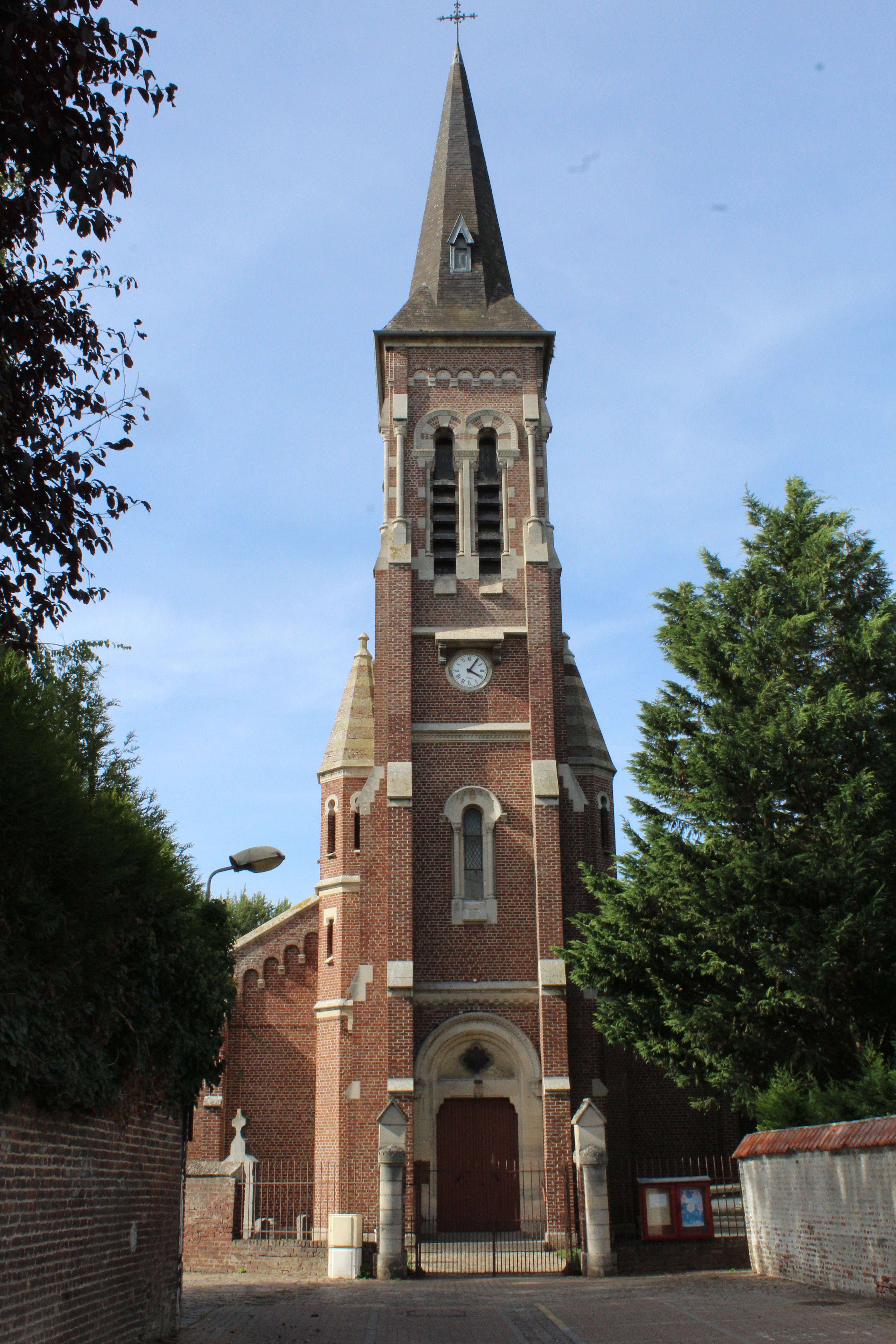
Церковь Святого Обера
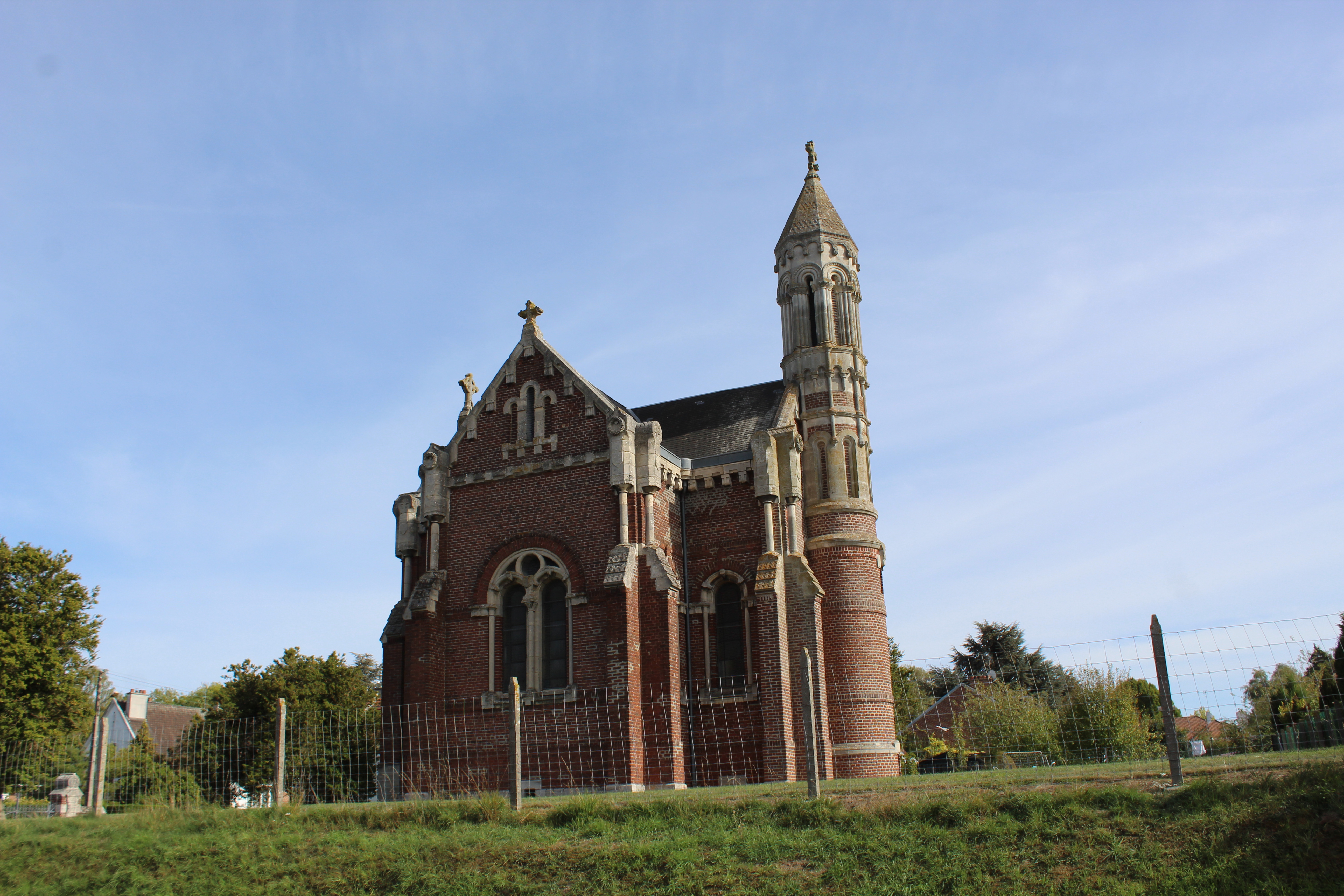
Часовня Крепен
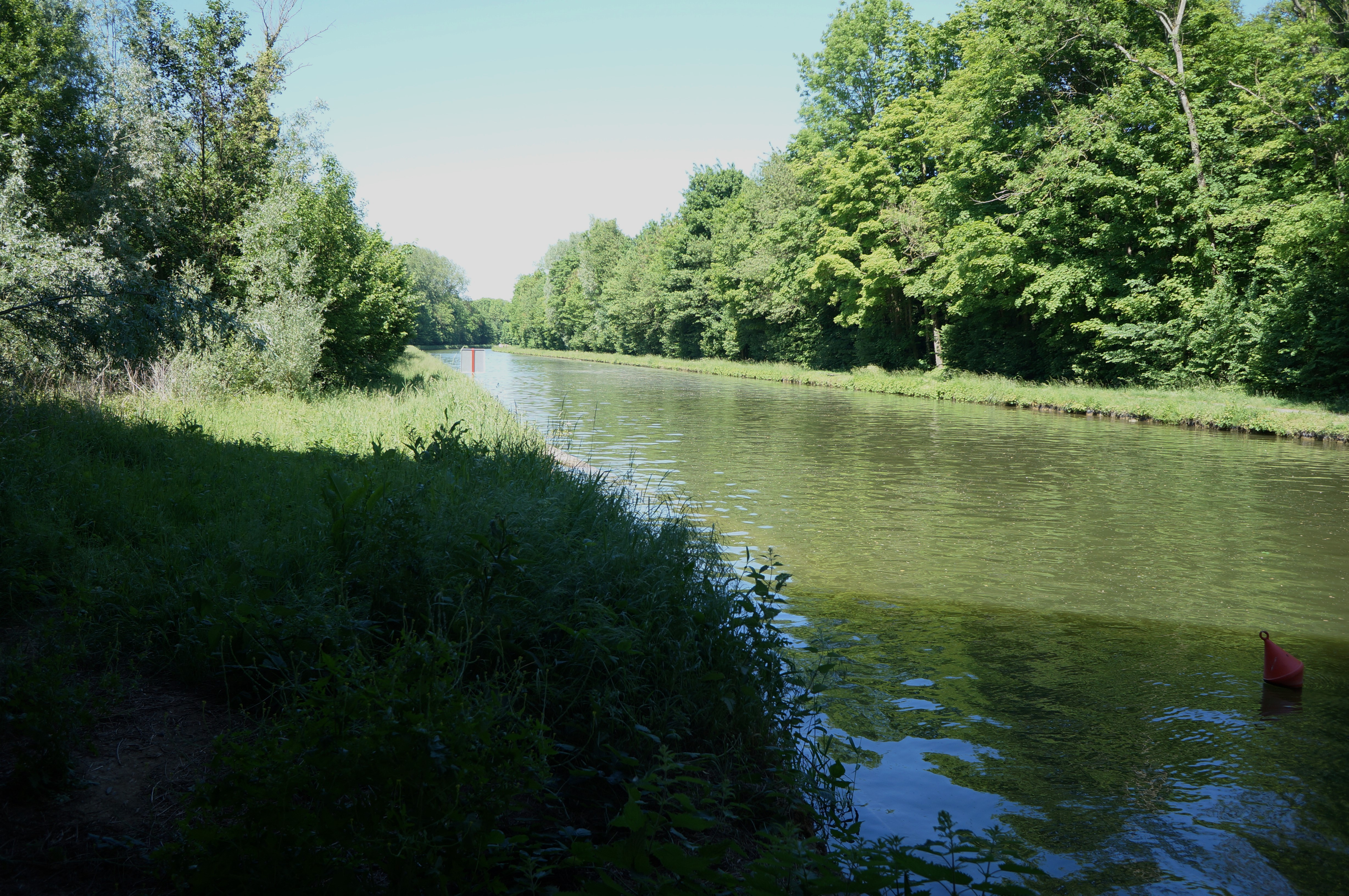
Река Эско в Провиле